# 코니시 렉스
코니시 렉스(Cornish Rex)는 영국이 원산지이다. 1950년 영국에서 돌연변이로 태어났으며 곱슬곱슬한 털을 바탕으로 영국이나 독일에서 고정된 종류이다. 짧고 곱슬거리는 털이 촘촘히 나 있으며 목덜미에 부드러운 은색 털이 나 있다. 작은 체구에 등이 활처럼 휘어있다. 꼬리와 다리는 길다. 작고 좁은 얼굴에는 굽은 코와 큰 귀가 있으며 눈과 털의 색깔이 다양하다. 털이 부드럽고 곱슬곱슬하며 잘빠진 체형과 콧대가 치켜 올라간 용모는 기품을 느끼게 한다. 사람을 잘 따르고 성질이 온순하다.